# マッシミリアーノ・ダメリーニ
マッシミリアーノ・ダメリーニ（Massimiliano Damerini, 1951年 - 2023年7月20日）は、イタリアのピアニスト、作曲家。

## 略歴
アルフレド・テイとマルタ・デル・ヴェッキョに師事。数多くの国際コンクールに出場したことについては本人が触れているが、その概要は不明である。すでに1970年代からサルヴァトーレ・シャリーノに絶賛されていたが、頭角を現したのは1980年代に入って作曲よりもピアノ演奏中心に活動をシフトしてからである。ヘルムート・ラッヘンマンの「終止音」のソリストに迎えられ、初演が大成功に終わったことから、彼の国際的な活動の幅が増え始める。
1990年代にはダルムシュタット夏季現代音楽講習会の講師にたびたび招かれ、受講生に指導を行っていることで知られている。現在は母国のイタリアに戻ってピアノの教鞭をとり続けている。南ドイツ新聞から「ポリーニ、ミケランジェリと並ぶ三大巨匠」と称えられた。サルヴァトーレ・シャリーノのピアノ作品を完全にクリアしたピアニストは、彼とニコラス・ハッジスの二人しかいない。
作品数は多くないが、ピアノ作品を中心に作曲活動も年一作あるかないかのペースで続けている。作品はEdipanとRai-tradeから出版されている。